# André Wagner
André Wagner (* 1980 in Burgstädt) ist ein deutscher Fotograf, Fotokünstler und Kurator. Internationale Aufmerksamkeit erlangte er mit großformatigen Langzeitbelichtungen und Infrarotfotografien, die spirituelle, naturnahe und gesellschaftskritische Themen behandeln. Wagner lebt und arbeitet in Potsdam.

## Leben
Der 1980 im sächsischen Burgstädt geborene André Wagner begann seine künstlerische Arbeit früh. Neben fotografischen Arbeiten, die im Jahr 2000 unter anderem beim Deutschen Jugendfotopreis im Berliner Martin Gropius Bau zu sehen waren, entstanden schon während der Schulzeit zum Teil großformatige Graffiti-Werke, unter anderem gemeinsam mit seinem damaligen Mitschüler, dem Maler Lars Teichmann. Weitere Aufträge im Bereich der Graffiti-Kunst folgten.
Über die Graffiti-Kunst und Street Art kam André Wagner zur Fotografie. Zwischen 1999 und 2001 machte er eine Ausbildung zum Fotografen und war seit 2002 als freier Fotograf tätig. In diesen Jahren arbeitete er hauptsächlich für Magazine wie den „Stern“, den „Rolling Stone“ oder „Geo“, und porträtierte Künstler, Musiker und Sportler.
Danach wendete er sich freien Projekten als Fotokünstler zu. In den folgenden Jahren nahm er an vielen Einzel- und Gruppenausstellungen in renommierten Kunstgalerien, Museen und Kunstvereinen teil und stellte auf Kunstmessen im In- und Ausland aus.
2013 nahm er an der 55. Biennale von Venedig im Palazzo Bembo teil. Ebenfalls 2013 hatte André Wagner zwei Einzelausstellungen auf der „Kunst Zürich“ wo er für den Zürcher „Advancement Art Award“ nominiert wurde. 2014 wurde er von der „Photokina“ eingeladen, ausgewählte Arbeiten seiner Monografie „Visions Of Time“ in einer großen Einzelausstellung zu zeigen. Im Jahr 2017 zeigt André Wagner gleich zwei Museumsausstellungen im Museum Modern Art Altes Gaswerk Hünfeld und im Kunstmuseum Moritzburg Halle (Saale) Kunstmuseum des Landes Sachsen-Anhalt, wo ein retrospektiv angelegter Querschnitt seiner Arbeiten zu sehen sein wird.
Außerdem verwirklichte André Wagner auf Einladung mehrere Kunst-am-Bau-Projekte, wie etwa 2013 in Zürich in der Chirurgie und Handchirurgie FMH – oder für Mobimo Management eine große, mehrteilige Installation in dem Ensemble „Am Pfingstweidpark“, ebenfalls in Zürich. Für die Düsseldorfer Boston Consulting Group installierte er eine 10 mal 5 Meter große Arbeit.

## Werk
Bereits in seinen frühen Arbeiten zeigte sich André Wagners besonderes Interesse an den Elementen Feuer, Wind, Wasser und Erde. Zu Beginn seiner künstlerischen Laufbahn entstanden seine sogenannten „Feuerzeichnungen“: Fotografien, die die Spuren brennender Fackeln in der Nacht sichtbar machen. Diese Arbeiten, meist in Form von Langzeitbelichtungen, entstanden unter anderem in Spanien, Neuseeland, Deutschland und Indien – Beispiele hierfür sind Werke wie „Celtic Spell“ (2004), „Torchlight“ (2006) oder „Treptower Park“ (2003).
Während sich seine frühen Serien auf menschenleere Naturlandschaften konzentrierten, rückte im Laufe seiner Entwicklung der Mensch zunehmend in den Fokus. In der Serie Time Flies (ab 2011) setzt Wagner Menschen in Großstädten in Szene – oft in Bewegungsunschärfe – als Ausdruck des Vergehens von Zeit und kollektiver Rastlosigkeit.
Seit seiner prägenden Indienreise im Jahr 2004 beschäftigt sich Wagner kontinuierlich mit spirituellen Themen. Das 2012 erschienene Fotobuch Reflections of India dokumentiert heilige Orte, Zeremonien, Pilger, Tempelarchitektur und atmosphärische Alltagsszenen. Auch in späteren Werkgruppen bleibt Wagner der Technik der Bewegungsunschärfe treu: etwa in nächtlichen Szenen von Pilgerreisen oder bei rituellen Prozessionen. Beispiele hierfür sind die großformatigen Werke „Pilgrims At Govardhan“ (2014), „Pilgrim Family“ (2011), „Coming Back From Yamuna River“ (2011) sowie „Radha Raman Temple“ (2014), das den Moment eines farbintensiven Holi-Festes einfängt.
Wagners Werk zeichnet sich durch den konsequenten Einsatz von Langzeitbelichtung, Infrarotfotografie und symbolischer Lichtführung aus. Im Zentrum stehen Themen wie Zeit, Vergänglichkeit, Transformation und die Beziehung zwischen Mensch und Raum. Serien wie Romance of Elements, Spiritual Stairs, The Infrared Journey – Somewhere in Between oder Time Flies verbinden dokumentarische Strenge mit poetischer Tiefe.
Feuer, Wasser, Nebel und Licht erscheinen in seinen Bildern als universelle Kräfte und werden zu Metaphern für innere Zustände. Wagner arbeitet ausschließlich digital und integriert moderne Technologien wie Blockchain-Zertifikate und NFTs, ohne dabei die zeitlose Tiefe seiner fotografischen Handschrift zu verlieren.
Seine Werke befinden sich in renommierten Sammlungen und wurden in bedeutenden Museen, Galerien und Kunstinstitutionen weltweit ausgestellt.

## Projekte
Im Jahr 2022 gründete Wagner das gemeinnützige Projekt Artists for Charity, das digitale Kunst mit sozialem Engagement verbindet. Der NFT-Adventskalender 2022 mit 24 internationalen Künstlerinnen und Künstlern wurde zur Unterstützung von Bildungsprojekten in Indien realisiert.
Wagner ist zudem als Kurator tätig, unter anderem für die Photopia Hamburg, und realisiert regelmäßig Kunst-am-Bau-Projekte – beispielsweise für das Restaurant Tipken’s auf Sylt oder die Mobimo AG Zürich.

## Auszeichnungen
André Wagner wurde ausgezeichnet 2008 mit dem Trierenberg Austrian Super Circuit, Goldmedaille, 2007 mit dem Prize for Photography about Kaunas/LT, 2004 mit der Goldmedaille des Hasselblad Austrian Super Circuit und bereits 2000 mit dem Deutschen Jugendfotopreis. Weitere Auszeichnungen erhielt er 2013 (6th Annual Photography Masters Cup), 2016 (Prix de la Photographie, Paris), 2017 (Kulturstiftung Sachsen-Anhalt) sowie eine Nominierung für den Advancement Art Award Zürich.

## Werke in Sammlungen (Auswahl)
- Kunstmuseum Moritzburg, Halle (Saale), Deutschland
- Potsdam Museum, Deutschland
- Rothschild Bank Art Collection, Zürich, Schweiz
- Deutsche Lufthansa AG, Köln
- Vattenfall AG, Berlin
- Deutsche Schule, Budapest, Ungarn

## Mitgliedschaften
- Deutsche Gesellschaft für Photographie (DGPh) – seit 2020
- Brandenburgischer Verband Bildender Künstler*innen – seit 2024
- Neues Atelierhaus Panzerhalle – seit 2017

## Ausstellungen
- 2025: Eternal Pilgrimage: The Spiritual Paths of India, DSC Contemporary, Karlsruhe
- 2024: ZUSPIEL – Dialogs Alternately – COLLECTIVSPIEL, Brennabor Kunsthalle, Brandenburg
- 2023: The Infrared Journey Somewhere in Between, unpaired NFT Gallery, Zug, Schweiz
- 2023: More of That! We Collect Art, Potsdam Museum
- 2022: Museum Albertinum, Dresden, MAG
- 2022: Photopia – Genesis Collection, kuratiert von André Wagner, Hamburg
- 2021: Galerie WOS – 160 Years of Landscape Photography, Basel, Schweiz
- 2018 Sanskrit, Prince House Gallery, Mannheim[2]
- 2018 Pigment And Water, Galerie e.artis contemporary, Chemnitz[3]
- 2017 Reflections of India,  Kunstmuseum Moritzburg
- 2017  Movement in a Circle, Altes Gaswerk Hünfeld,[4]
- 2017 The Big Wave, Galerie e.artis contemporary, Chemnitz
- 2016 Holi – Color Flow, Galerie Westphal, Berlin
- 2015 The Indian Collection, Galerie Weise, Chemnitz[5]
- 2014 Visions of Time, Galerie Angelika Bläser, Düsseldorf
- 2013 Galerie des 20. Jahrhunderts, Zürich/CH[6]
- 2013 Visions of Time, vhs photogalerie, Stuttgart
- 2013 Visions of Time, Galerie Weise, Chemnitz
- 2013 Twilight Views, Galerie des 20. Jahrhunderts, Basel/CH
- 2013 Vision of Time, Whiteconcepts, Berlin
- 2012 the solo project artfair, Whiteconcepts, Basel/CH
- 2011 Romance of Elements, Galerie Samuelis Baumgarte, Bielefeld
- 2011 The Beauty of Time, RT&W Galerie, Berlin
- 2011 One Artist Show, Art from Berlin, art Karlsruhe, Whiteconcepts, Karlsruhe
- 2010 Television, 4. Europäischer Monat der Fotografie, Whiteconcepts & Galerie Horst Dietrich, Berlin
- 2010 NeoRomantik, mit Marian Kretschmer, Galerie Weise, Chemnitz
- 2009 Galerie Photan, Leipzig
- 2008 Artville International Art Fair for Artists, Kopenhagen/DK
- 2007 Slope Point, Galerie Lecoq, Berlin
- 2007 Kaunas castle Kaunas – A Town of Light, Kaunas/LT
- 2005 Cosmic Snake, Galerie Peveling, Köln
- 2005 Langzeitbelichtungen, Galerie Berlin am Meer, Berlin

## Bildbände
- The Big Wave, Verlag Constantin Post, 2017
- India, Kunstmuseum Moritzburg, Verlag Janos Stekovics, 2017
- Authentic Nature. 2008, ISBN 978-3-932187-70-4.
- Reflections of India, Nietsch-Verlag, 2012, ISBN 978-3-86264-217-5.
- Visions of Time. Distanz-Verlag, 2013.
- mit Claudia Höfling: Berlin. Meine Stadt. Mein Leben. Verlag für Berlin-Brandenburg, Berlin 2011, ISBN 978-3-942476-10-2.